# Kewpee
Kewpee Hamburgers é a segunda cadeia mais antiga de restaurantes de fast food de hambúrgueres, fundada em 1923 em Flint, Michigan, com o nome “Kewpee Hotel Hamburgs”. A sede atual da Kewpee se situa em Lima, Ohio. O Kewpee foi um dos primeiros a instituir o serviço de atendimento ao público, que mais tarde se transformou num serviço de drive-in e, finalmente, num serviço de drive-thru. Os locais do Kewpee em Lima têm carne de vaca criada localmente e entregue diariamente em cada restaurante Kewpee.

## Localizações

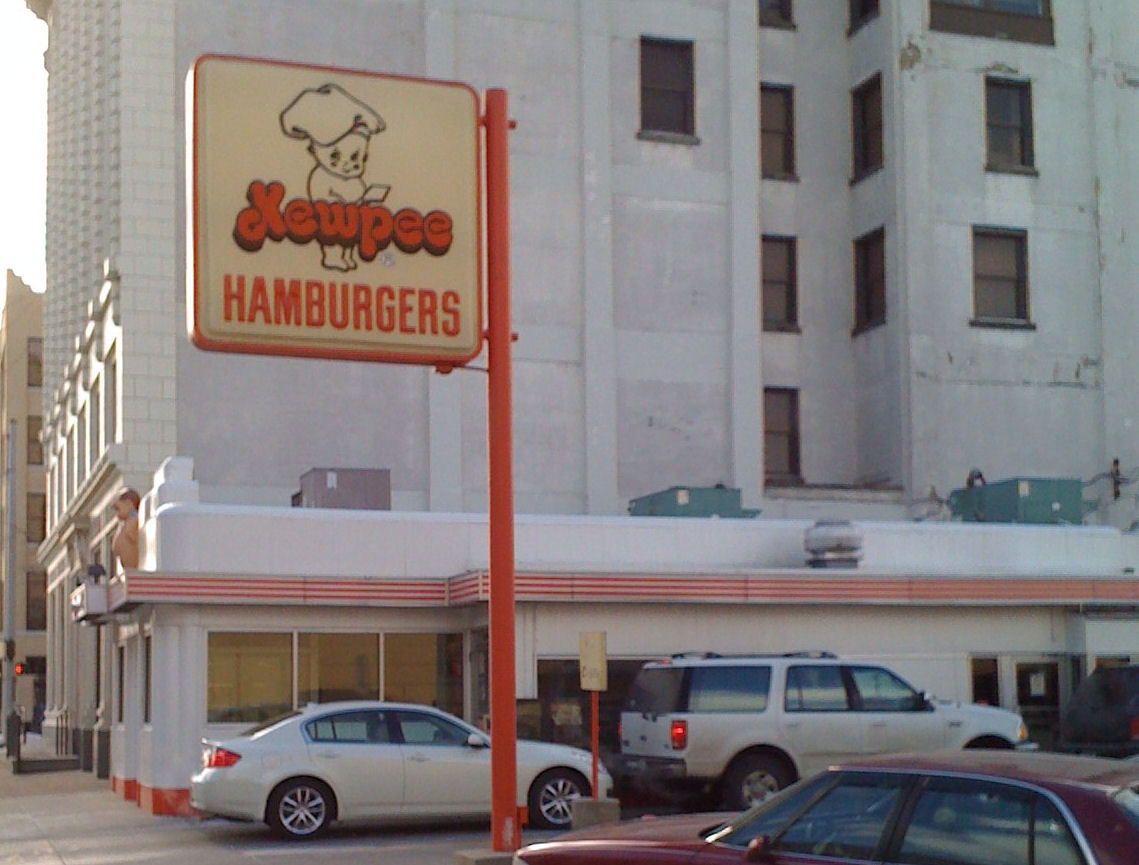
A placa do Kewpee no centro de Lima, Ohio

Ainda existem cinco restaurantes Kewpee. Três deles ficam em Lima, Ohio.
- Kewpee Hamburgers Downtown - localizado em Lima, Ohio e também conhecido como Kewpee Downtown, abriu sob a propriedade de Stub Wilson em 1928 como uma franquia Kewpee.[6] A arquitetura do Kewpee é Streamline Moderne, com esmalte de porcelana e aço inoxidável. O edifício foi aprovado para ser inscrito no Registo Nacional de Locais Históricos em 1982, mas foi marcado como Objeção do Proprietário e não consta do registo.
- Kewpee Hamburgers West
- Kewpee Hamburgers East[3]

Além disso, Racine, Wisconsin e Lansing, Michigan, têm cada uma um restaurante Kewpee. O restaurante de Lansing chama-se Weston's Kewpee Sandwich Shop.